# Episodi di Médico de familia (nona stagione)
La nona e ultima stagione di Médico de familia è stata trasmessa in prima visione TV dal 21 settembre al 21 dicembre 1999.
| nº | Titolo                                | Prima TV Spagna   |
| -- | ------------------------------------- | ----------------- |
| 1  | Uvi 12                                | 21 settembre 1999 |
| 2  | Estado crítico                        | 28 settembre 1999 |
| 3  | Los años dorados                      | 5 ottobre 1999    |
| 4  | Una cana al aire                      | 19 ottobre 1999   |
| 5  | El reportaje                          | 26 ottobre 1999   |
| 6  | Bajo tierra                           | 2 novembre 1999   |
| 7  | El accidente                          | 9 novembre 1999   |
| 8  | La emigrante                          | 16 novembre 1999  |
| 9  | Y no sabes lo peor                    | 23 novembre 1999  |
| 10 | Contra las cuerdas                    | 30 novembre 1999  |
| 11 | Otra oportunidad (Con Britney Spears) | 7 dicembre 1999   |
| 12 | Adiós, muchachos                      | 14 dicembre 1999  |
| 13 | Hasta siempre                         | 21 dicembre 1999  |